# Awszalom Wilan
Awszalom „Abu” Wilan (hebr. אבשלום וילן, ur. 11 lutego 1951 w Negbie) – izraelski polityk, publicysta, były członek Knesetu z ramienia partii lewicowej Merec-Jachad.

## Życiorys
Służbę wojskową zakończył w stopniu sierżanta. Ukończył studia na Uniwersytecie Hebrajskim na kierunku ekonomia i rolnictwo. W latach 1993–1996 był przedstawicielem ruchu Ha-Szomer Ha-Cair na Amerykę Północną. Później, w latach 1996–1999 pełnił stanowisko sekretarza w Narodowym Ruchu Kibucowym. Był także sekretarzem ugrupowania Mapam i jednym z założycieli pacyfistycznego ruchu Pokój Teraz. Opublikował wiele artykułów o tematyce społeczno-politycznej w izraelskiej prasie.
Po raz pierwszy wszedł do piętnastego Knesetu, zasiadał w wielu komisjach parlamentarnych, był m.in. przewodniczącym w komisji śledczej ds. przemocy w sporcie. W wyniku wyborów w 2009 roku nie dostał się do parlamentu.